# خورخي سانشيز غارسيا
خورخي سانشيز غارسيا هو سياسي مكسيكي، ولد في 8 أبريل 1943 في Santiago Tequixquiac ‏ في المكسيك. نشط حزبياً في الحزب الثوري المؤسساتي.